# Jan Neuenschwander
Pour les articles homonymes, voir Neuenschwander.
 (mai 2016).
Si vous disposez d'ouvrages ou d'articles de référence ou si vous connaissez des sites web de qualité traitant du thème abordé ici, merci de compléter l'article en donnant les références utiles à sa vérifiabilité et en les liant à la section « Notes et références ».
Jan Neuenschwander, né le 10 janvier 1993 à Davos, est un joueur professionnel suisse de hockey sur glace.

## Carrière en club
- 2010-2013 : HC Davos (Junior Elite A et LNA)
- 2013-2016 : GCK Lions (LNB) et ZSC Lions (LNA)
- depuis 2016 : HC Bienne (LNA)

## Carrière internationale
Il représente la Suisse au cours des compétitions suivantes :
- Championnat du monde junior -18 ans : 2011
- Championnat du monde junior -20 ans : 2013

## Palmarès
- Vainqueur de la Coupe Suisse avec les ZSC Lions en 2016